# 梓水力発電所

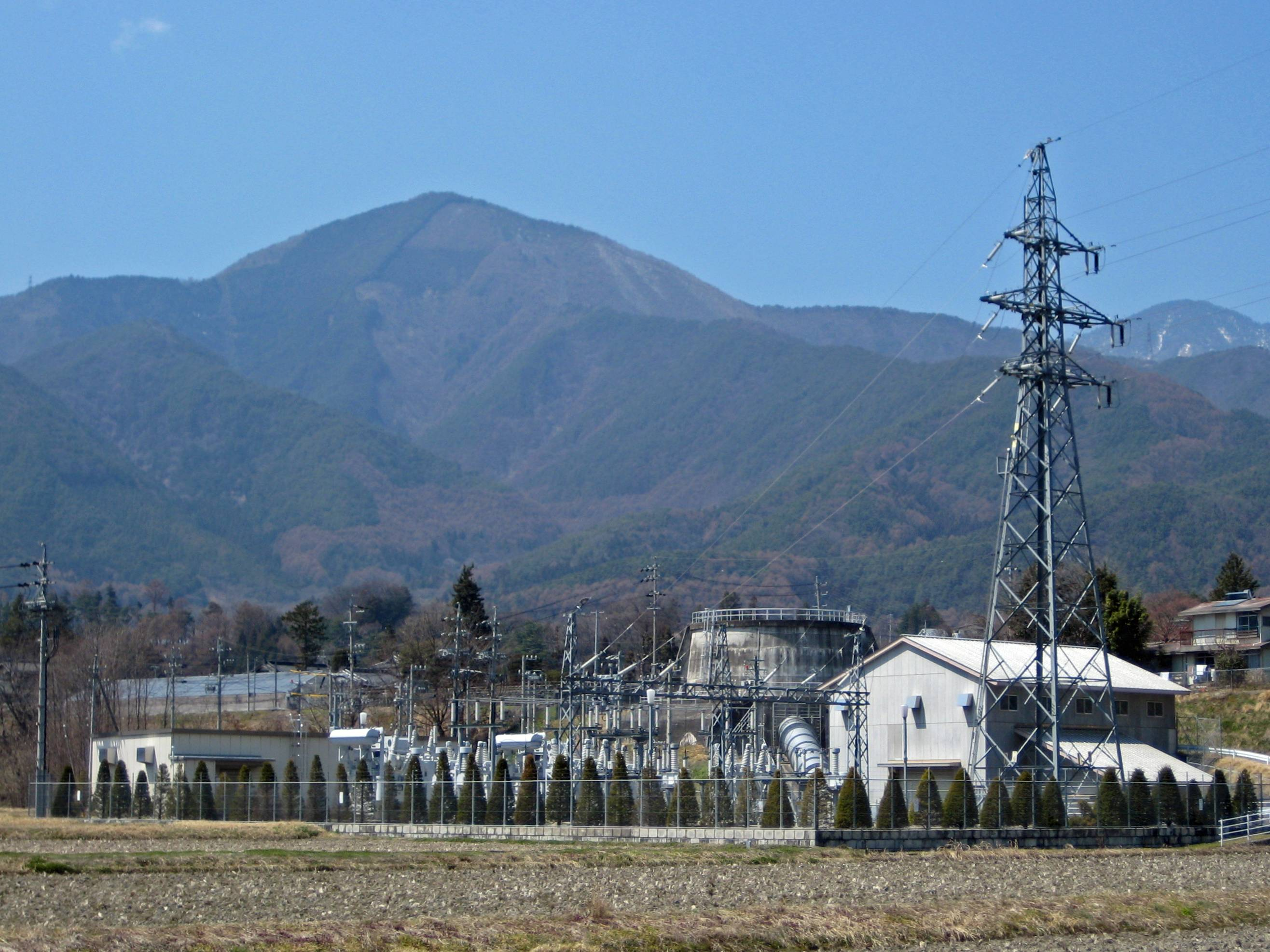
梓水力発電所

梓水力発電所（あずさすいりょくはつでんしょ）は、長野県松本市梓川梓にある中部電力の水路式水力発電所。最大出力2,200 kW、常時出力550 kWと小型である。かつては梓川橋方面から見ると、巨大な円筒形の調圧水槽がたいそう目立ち、威容を示していた。山の中や山麓にあるのではなく、平地の集落近くにあるのが珍しい。

## 発電所の概要
発電形式（落差を得る方法）は水路式、発電方式（水の利用方法）は流込み式である。有効落差は18.25 m、現在の発電設備は1987年（昭和62年）3月に更新されたもので、水車は横軸フランシス水車（出力2,200 kW）、発電機は横軸三相交流同期発電機1台である。

## 外観
水路と水圧鉄管の接続部となる調圧水槽は、直径14 m、最高高さ9.2 mの大きな円筒形構築物である。南方の梓川橋方面から見ると、河岸段丘の上に立地することもあり、かつては極めて目立っていた。発電設備がおさめられている建屋はごく普通の外観である。

## 水路
梓川から取水し、水路はしだいに河岸段丘の上まで上がる。800 mほど西側で暗渠に入り、水路と水圧鉄管の接続部に至る。

## 歴史
1944年（昭和19年）12月に運用を開始した。

## 周辺
- 梓川
- 梓川橋